# Dänischer Fußballpokal 1997/98
Der Dänische Fußballpokal 1997/98 (unter Sponsorenschaft auch Compaq Cup) war die 44. Austragung des dänischen Pokalwettbewerbs der Männer. Er wurde vom dänischen Fußballverband ausgetragen. Das Finale fand traditionell am Himmelfahrtstag (21. Mai 1998) im Parken von Kopenhagen statt. Pokalsieger wurde der Brøndby IF, der sich im Finale gegen den Titelverteidiger FC Kopenhagen durchsetzte.
Das Halbfinale wurde in Hin- und Rückspiel entschieden. In den anderen Runden wurden die Begegnungen in einem Spiel ausgetragen. Bei unentschiedenem Ausgang wurde zur Ermittlung des Siegers eine Verlängerung gespielt. Stand danach kein Sieger fest, folgte ein Elfmeterschießen.

## 1. Runde
Es nahmen 48 Mannschaften der Dänemarkserie sowie jeweils acht Teams der 2. Division West und Ost 1996/97 teil.
|                         | Ergebnis              |                            |
| ----------------------- | --------------------- | -------------------------- |
| Herlev IF               | 1:0                   | Døllefjelde-Musse IF       |
| Kalundborg GB           | 9:3                   | Frederikssund IK           |
| Vordingborg IF          | 0:1                   | Nykøbing Falster Alliancen |
| Slagelse B&I            | 2:2 n. V. (2:4 i. E.) | B 1908 Amager              |
| Aarslev BK              | 1:5                   | AC Horsens                 |
| Allested U&IF           | 1:1 n. V. (3:1 i. E.) | Ringkøbing IF              |
| Bindslev-Tversted IF    | 2:2 n. V. (4:2 i. E.) | Aabyhøj IF                 |
| IF Skjold Birkerød      | 2:1                   | Valby BK                   |
| Dalum IF                | 2:3                   | Vorup Frederiksberg BK     |
| Esbjerg IF 92           | 1:1 n. V. (5:4 i. E.) | Kolding IF                 |
| Hadsund BK              | 2:2 n. V. (6:5 i. E.) | Brande IF                  |
| Hammerum IF             | 0:3                   | Skive IK                   |
| Kastrup BK              | 3:2                   | Helsingør IF               |
| Lemvig GF               | 0:2                   | Vejen SF                   |
| Lindholm IF             | 2:1                   | Næsby BK                   |
| Mørkøv IF               | 4:2                   | Jægersborg BK              |
| Nørre Snede GF          | 0:4                   | B 1909 Odense              |
| Nyborg G&IF             | 2:4                   | Skovshoved IF              |
| Politiets IF            | 1:8                   | Holbæk B&I                 |
| IK Skovbakken           | 0:4                   | IK Aalborg Chang           |
| Sankt Klemens Fangel IF | 0:4                   | Holstebro BK               |
| Store Restrup IF        | 2:3                   | Randers SK Freja           |
| AIK 65 Strøby           | 2:5                   | Hellerup IK                |
| IF Skjold Sæby          | 1:2 n. V.             | Nørresundby BK             |
| Sønderborg BK           | 0:1                   | B 1913 Odense              |
| Tønder SF               | 1:5                   | Søndermarkens IF           |
| BK Velo                 | 2:2 n. V. (4:3 i. E.) | Rødby fB                   |
| BK Viktoria Kopenhagen  | 1:1 n. V. (3:1 i. E.) | Vanløse IF                 |
| Virum/Sorgenfri BK      | 3:0                   | Farum BK                   |
| VLI Frederiksberg IF    | 2:1                   | Ringsted IF                |
| IF Skjold Skævinge      | 3:2 n. V.             | BK Frem Kopenhagen         |
| IK Viking Rønne         | 1:2                   | Tårup IF                   |

## 2. Runde
Teilnehmer waren die 32 Sieger der ersten Runde und die 8 Vereine auf den Plätzen neun bis sechzehn der 1. Division 1996/97.
|                        | Ergebnis              |                            |
| ---------------------- | --------------------- | -------------------------- |
| AC Horsens             | 3:2                   | FC Fredericia              |
| Allested U&IF          | 0:3                   | Randers SK Freja           |
| B 1908 Amager          | 2:1                   | Ølstykke FC                |
| B 1909 Odense          | 3:0                   | Haderslev FK               |
| B 1913 Odense          | 0:3                   | IK Aalborg Chang           |
| IF Skjold Birkerød     | 2:2 n. V. (5:3 i. E.) | Køge BK                    |
| Esbjerg IF 92          | 1:2                   | Holstebro BK               |
| Hadsund BK             | 2:0                   | Vorup Frederiksberg BK     |
| Herlev IF              | 1:3                   | Fremad Amager              |
| Hellerup IK            | 4:0                   | Nykøbing Falster Alliancen |
| Kastrup BK             | 3:2                   | Roskilde BK                |
| Mørkøv IF              | 1:2                   | Skovshoved IF              |
| IF Skjold Skævinge     | 2:3 n. V.             | Brønshøj BK                |
| Søndermarkens IF       | 0:1                   | Lindholm IF                |
| BK Velo                | 0:2 n. V.             | Vejen SF                   |
| BK Viktoria Kopenhagen | 1:2                   | Tårup IF                   |
| VLI Frederiksberg IF   | 0:3                   | Virum/Sorgenfri BK         |
| Holbæk B&I             | 2:6                   | BK Avarta                  |
| Bindslev-Tversted IF   | 2:4                   | Skive IK                   |
| Nørresundby BK         | 3:0                   | Kalundborg GB              |

## 3. Runde
Teilnehmer: Die 20 Sieger der zweiten Runde, sechs Teams auf den Plätzen drei bis acht der 1. Division 1996/97 und der Elfte und Zwölfte der Superliga 1996/97.
|                    | Ergebnis              |                 |
| ------------------ | --------------------- | --------------- |
| BK Avarta          | 2:0 n. V.             | Fremad Amager   |
| B 1909 Odense      | 3:2 n. V.             | Holstebro BK    |
| IF Skjold Birkerød | 3:0                   | B 1908 Amager   |
| Esbjerg fB         | 1:2                   | Viborg FF       |
| Hadsund BK         | 2:5                   | AC Horsens      |
| Hellerup IK        | 3:3 n. V. (6:7 i. E.) | Glostrup IF 32  |
| Kastrup BK         | 2:2 n. V. (3:4 i. E.) | B.93 Kopenhagen |
| Lindholm IF        | 1:3                   | Skive IK        |
| Næstved BK         | 0:1 n. V.             | Brønshøj BK     |
| Nørresundby BK     | 1:5                   | Herning Fremad  |
| Tårup IF           | 0:8                   | Hvidovre IF     |
| Virum/Sorgenfri BK | 1:3                   | Skovshoved IF   |
| IK Aalborg Chang   | 2:1 n. V.             | Vejen SF        |
| Randers SK Freja   | 2:2 n. V. (2:3 i. E.) | Svendborg fB    |

## 4. Runde
Teilnehmer: Die 14 Sieger der dritten Runde, der Erste und Zweite der 1. Division 1996/97, sowie die vier Vereine auf den Plätzen sieben bis zehn der Superliga 1996/97.
|                    | Ergebnis              |                 |
| ------------------ | --------------------- | --------------- |
| B 1909 Odense      | 1:3                   | Lyngby BK       |
| IF Skjold Birkerød | 3:0                   | Skive IK        |
| Brønshøj BK        | 0:4                   | B.93 Kopenhagen |
| Glostrup IF 32     | 0:0 n. V. (2:4 i. E.) | FC Kopenhagen   |
| Skovshoved IF      | 3:2                   | Herning Fremad  |
| Svendborg fB       | 2:3                   | Hvidovre IF     |
| Aarhus Fremad      | 3:0                   | BK Avarta       |
| AC Horsens         | 1:2                   | Viborg FF       |
| Odense BK          | 2:0                   | AB Gladsaxe     |
| IK Aalborg Chang   | 1:2                   | Ikast FS        |

## 5. Runde
Teilnehmer: Die 10 Sieger der vierten Runde und die besten sechs Vereine der Superliga 1996/97.
|                    | Ergebnis |               |
| ------------------ | -------- | ------------- |
| B.93 Kopenhagen    | 0:2      | FC Kopenhagen |
| IF Skjold Birkerød | 1:3      | Herfølge BK   |
| Ikast FS           | 2:1      | Viborg FF     |
| Skovshoved IF      | 0:6      | Brøndby IF    |
| Vejle BK           | 1:2      | Aalborg BK    |
| Aarhus Fremad      | 1:4      | Lyngby BK     |
| Silkeborg IF       | 3:0      | Hvidovre IF   |
| Odense BK          | 0:1      | Aarhus GF     |

## Viertelfinale
Teilnehmer: Die 8 Sieger der vierten Runde.
|               | Ergebnis              |             |
| ------------- | --------------------- | ----------- |
| Brøndby IF    | 2:0                   | Aalborg BK  |
| Ikast FS      | 3:2 n. V.             | Herfølge BK |
| FC Kopenhagen | 3:1 n. V.             | Aarhus GF   |
| Silkeborg IF  | 1:1 n. V. (4:2 i. E.) | Lyngby BK   |

## Halbfinale
|               | Gesamt |              | Hinspiel | Rückspiel |
| ------------- | ------ | ------------ | -------- | --------- |
| Brøndby IF    | 4:1    | Silkeborg IF | 2:1      | 2:0       |
| FC Kopenhagen | 9:2    | Ikast FS     | 4:1      | 5:1       |

## Finale
| Paarung        | Brøndby IF – FC Kopenhagen |
| Ergebnis       | 4:1 (2:1) |
| Datum          | 21. Mai 1998 |
| Stadion        | Parken, Kopenhagen |
| Zuschauer      | 41.044 |
| Schiedsrichter | Claus Bo Larsen |
| Tore           | 1:0 Bo Hansen (4.) 2:0 Ebbe Sand (32.) 2:1 Peter Nielsen (36.) 3:1 Jesper Thygesen (53.) 4:1 Bent Christensen (82.) |
| Brøndby IF     | Mogens Krogh – Per Nielsen, Kenneth Rasmussen, Søren Colding – Kim Vilfort, Jesper Thygesen (78. Bent Christensen), Kim Daugaard (84. Thomas Lindrup) – Ole Bjur, Bo Hansen (73. Allan Ravn), Ebbe Sand. Cheftrainer: Ebbe Skovdahl                       |
| FC Kopenhagen  | Karim Zaza – Morten Falch, Michael Nielsen, Niclas Jensen – Henrik Larsen, Peter Nielsen, Carsten V. Jensen (63. Martin B. Nielsen), Bjarne Goldbæk (46. David Nielsen) – Carsten Hemmingsen, Todi Jónsson, Thomas Thorninger. Cheftrainer: Kent Karlsson |